# 左右田秋雄
左右田秋雄（日语：／ Sōda Akio，1909年4月10日—？），生于大清帝国大连，日本男子曲棍球运动员。他曾代表日本国家队参加1932年夏季奥林匹克运动会曲棍球比赛，获得一枚银牌。